# NGC 494

NGC 494

NGC 494 يشار إليها أحيانا باسم PGC 5035 أو GC 282، وهي مجرة حلزونية تقع في كوكبة الحوت. تبعد حوالي 227 مليون سنة ضوئية من الأرض، تم اكتشافها في 22 نوفمبر 1827 عالم الفلك جون هيرشل. ووصفها جون دراير، مؤلف الفهرس العام الجديد بأنها «خافتة جدا وكبيرة جدا وممتدة ويوجد 3 نجوم خافتة بجنوبها».

## وصلات خارجية
- NGC 494 على موقع ويكي سكاي: DSS2, SDSS, GALEX, IRAS, Hydrogen α, X-Ray, Astrophoto, Sky Map, Articles and images